# Ткач Юхим Маркович
Юхим Маркович Ткач (8 січня, 1928, Сокиряни — 27 квітня, 2003, Кишинів) — музикознавець, критик, публіцист, педагог, громадський діяч. Член Спілки композиторів Молдови.

## Біографія
Народився 8 січня 1928 (за іншими джерелами 1926) року у невеличкому бессарабському містечку Секуряни, нині місто Сокиряни Чернівецької області, у заможній за тими часами єврейській сім'ї хутровика Марка Ткача і його дружини Нехами («Нехама» означає «утіха»). У ранньому дитинстві жив у м. Бельци, нині Республіки Молдова. У роки Великої Вітчизняної війни з сім'єю був у крижопільському гетто Трансністрії (адміністративно-територіальна одиниця утворена румунською владою на території окупованих Вінницької, Одеської і Миколаївської областей). У 1944 році сім'я повернулась у Бельци, де Юхим Ткач закінчив середню школу, Бельцький педагогічний інститут. З 1949 року викладав у Кишинівській середній спеціальній музичній школі імені Є. Коки (Євген Кока — скрипаль і композитор, заслужений діяч мистецтв Молдавської РСР). Ю. М. Ткач у 1953 році закінчив оркестровий факультет (клас флейти) Кишинівської консерваторії. Працював музичним редактором видавництв «Картя модовеняскэ» і «Литература артистикэ», у видавництві «Молдавской советской энциклопедии», завідувачем музичної частини Молдавської державної філармонії, ведучим регулярних музично-педагогічних передач молдавською мовою на республіканському радіо Молдови. Вів також на Кишинівському радіо на ідиші передачу на музичні теми в програмі «Индзер лэйбм» (Наше життя). Помер у Кишиневі 27 квітня 2003 року.

## Публіцистична творчість
Юхим Ткач — автор численних статей з музичної культури Молдови, про творчість молдавських композиторів, з питань теорії музики російською і молдавською мовами, а також монографічних книг:
- Пособие по элементарной теории музыки (у співавторстві із З. Л. Столяром російською і молдавською мовами у 1957, 1961, 1964 рр.).
- Опера Д. Гершфельда «Грозован». Путеводитель (у співавторстві із З. Л. Столяром, 1960).
- Музичний путівник (Т. 1 — 1962, Т. 2 — 1966, молдавською мовою).
- Короткий музичний словник (1972, молдавською мовою).
- Чіпріан Порумбеску. Вибрані твори (1975, молдавською мовою).
- Тимофій Гуртовий(1975, молдавською мовою).
- Музыка советской Молдавии. 1945—1970. Нотография (1976, російською і молдавською мовами).
- Прем'єри. Портрети (1977, збірник статей молдавською мовою).
- Євгеній Дога (1980, молдавською мовою).
- Дмитро Кантемір. Музичні твори (1980, молдавською мовою).

## Перекладацькі роботи
На молдавську мову переклав книги М. Гольденштейна «Музыка в жизни Владимира Ильича Ленина» (1964) і Ф. Ореховской «Пять портретов» (1973).

## Громадська діяльність
- Лектор Молдавської державної філармонії.
- Голова Антифашистського демократичного альянсу в Молдові [У 1997 році Юхим Ткач разом з літературознавцем Юхимом Левітом і поетом Анатолієм Гужелем був засновником альянсу, а також упорядкували і опублікували 4 томи документів про Холокост у Молдові (чотири випуски двомовного російсько-румунського журналу «Nu vom uita! — Не забудем!»]. Юхим Ткач — автор двох видань румунською і російською мовами про Холокост в Молдовы «Антииудаизм, или пещерный мир: статьи, документы, воспоминания, стихи» (1998/1999).